# Точёнова, Клавдия Александровна
Клавдия Александровна Точёнова (16 ноября 1921, Тверь — 30 мая 2004) — советская легкоатлетка, толкательница ядра, бронзовый призёр Олимпийских игр 1952 года в Хельсинки.
Заслуженный мастер спорта СССР (1950). Мастер спорта СССР (1946).